# IC 1343
IC 1343 ist eine Galaxie vom Hubble-Typ S im Sternbild Steinbock auf der Ekliptik. Sie ist schätzungsweise 388 Millionen Lichtjahre von der Milchstraße entfernt.
Das Objekt wurde am 4. August 1891 von Stéphane Javelle entdeckt.